# Ettore Toscano
Ettore Toscano (Taranto, 21 maggio 1941 – Taranto, 25 agosto 2020) è stato un attore, regista e poeta italiano.

## Biografia
Grande appassionato di cinema, si trasferì dalla natia Taranto a Roma per frequentare il corso di recitazione della Scuola nazionale di cinema, dove ebbe come compagni di corso l'attore Stefano Satta Flores e i registi Marco Bellocchio, Silvano Agosti e Liliana Cavani. Al Centro sperimentale di cinematografia, dove si diplomò nel 1965, conobbe Orazio Costa, che lo notò subito e gli affidò una serie di ruoli, come quelli nei drammi Il gabbiano nel 1969 e Jacques Copeau nel 1968. La collaborazione e l'amicizia con Costa segneranno tutta la vita artistica di Toscano, che inoltre lavorò per un decennio con Giancarlo Sbragia e Virginio Puecher nella compagnia Gli Associati.
Nell'arco della sua carriera Toscano collaborò con i maggiori registi del dopoguerra, grazie a un personale approccio al metodo mimico teorizzato da Orazio Costa, tra i quali Luca Ronconi (Orestea, 1972), Gabriele Lavia (Romeo e Giulietta, 1977), Andrea Camilleri e Benno Besson ( Edipo Tiranno, 1980).
Al cinema fu interprete di Ginepro fatto uomo (1962) di Marco Bellocchio, Gli amori di Angelica (1967) di Luigi Latini De Marchi e Il trittico di Antonello (presentato alla Mostra del Cinema di Venezia nel 1992) di Francesco Crescimone. Contemporaneamente all'attività teatrale e cinematografica, fu attivo in tv prendendo parte a numerosi sceneggiati Rai (come Assassinio nella cattedrale di T. S. Eliot nel 1966).
Negli anni ottanta, Orazio Costa fondò a Bari la Scuola di Espressione e Interpretazione Scenica e lo chiamò per affidargli un incarico di docenza insieme all'altro suo allievo Pino Manzari. Sempre a Bari, presso la sede della Rai Toscano avviò negli anni una intensa attività di doppiaggio e di lavoro sul radiodramma.
Nel 1991 curò la regia di Poveri davanti a Dio del drammaturgo pugliese Cesare Giulio Viola, spettacolo teatrale che lo vide anche nelle vesti di interprete. Gli ultimi due decenni di vita vedono Ettore Toscano attivo soprattutto nel recital, con una selezione di autori tra i quali spicca il poeta pugliese Vittorio Bodini.
Nel 1990 pubblicò il suo primo libro di poesie Di qua dai vetri che fremono a cui seguono nel 1997 Echi d'un ideale frastuono, nel 2000 Tamburi e nel 2007 Brusio di fondo.
L'editore Lupo stampò nel 2010 una raccolta dei testi più rappresentativi della poesia di Toscano dal titolo Poesie scelte (1970-2009).
Nel 2017 prese parte a quella che sarà la sua ultima apparizione cinematografica: il cortometraggio Dentro il mare di Leonardo Dell'Olio in concorso al 21º Festival del Cinema Europeo di Lecce nel 2020.

## Filmografia

### Cinema
- Ginepro fatto uomo, regia di Marco Bellocchio (1962)
- Gli amori di Angelica, regia di Luigi Latini De Marchi (1967)
- Il trittico di Antonello, regia di Francesco Crescimone (1992)
- Dentro il mare, regia di Leonardo Dell'Olio - Cortometraggio (2019)

### Televisione
- Assassinio nella cattedrale (1966)
- Il gabbiano (1969)
- Ipazia (1981)

## Regie teatrali
- Poveri davanti a Dio (1991)

## Opere letterarie
- Di qua dai vetri che fremono, 1990
- Echi d'un ideale frastuono, 1997
- Tamburi, 2000
- Brusio di fondo, 2007
- Poesie scelte (1970-2009), Lupo 2010 (EAN: 9788896694015)